# Kampfgeschwader 30
30-та бомбардувальна ескадра (нім. Kampfgeschwader 30 «Adler», (KG 30) — бомбардувальна ескадра Люфтваффе за часів Другої світової війни. Формування брало участь у переважній більшості кампаній та битв на Європейському театрі війни. Основним завданням ескадри було проведення стратегічного бомбардування, безпосередня підтримка військ на полі бою, боротьба з кораблями та суднами противника тощо.

## Історія
30-та бомбардувальна ескадра почала процес формування 15 листопада 1939 року у Грайфсвальд. Підпорядковані підрозділи — авіаційні групи формувались у різний час — I./KG 30 формувалась 1 вересня, II./KG 30 23 вересня 1939 року та III./KG 30 — 1 січня 1940 року відповідно. Комплектування частини проводилось спочатку у Грайфсвальді, а згодом у Барті. 27 жовтня 1940 року розпочалось створення IV./KG 30, як штаффеля, а у квітні 1941 року її перетворили на авіаційну групу. KG 30 входила до X повітряного корпусу генерала авіації Г. Гайслера.
Основним озброєнням ескадри були бомбардувальники Ju 88, а головним завданням з'єднання — боротьба з кораблями та суднами противника у відкритому морі.
II./KG 30 у складі X повітряного корпусу залучалася до проведення операції «Везерюбунг», потім билася в Норвегії.
9 квітня 1940 року німецькі пікіруючі бомбардувальники Ju 88 II./KG 30 у взаємодії з He 111 KG 26 атакували та серйозно пошкодили британський лінійний корабель «Родні» й затопили есмінець «Гуркха». Британський ескадрений міноносець піддався атаці декількох бомбардувальників одночасно і був уражений авіабомбою. У наслідок вибуху спалахнула пожежа, й швидко стало ясно, що загасити її не вдасться. Персонал есмінця був врятований крейсером «Аврора» та сістер-шипом «Машона». Незабаром «Гуркха» перевернувся догори дриґом та стрімко затонув. Водночас у цьому бою, авіагрупа II./KG 30 втратила 4 бомбардувальники — найбільші одночасні втрати підрозділу за весь час кампанії.
9 червня 1940 року 30-та бомбардувальна ескадра перемістилася на авіабазу Ш'євр в окупованій Бельгії. 17 червня літаки II./KG 30 потопили біля французького порту Сен-Назер велике транспортне судно «Ланкастрія», яке брало участь в операції «Аріель» з евакуації британських громадян і військ з Франції, через два тижні після завершення Дюнкерської битви.
Надалі основні зусилля ескадри зосереджувалися на боротьбі з транспортними конвоями у Північній Атлантиці та в Арктиці.
З 12 по 15 вересня 1942 року конвой PQ 18, що доставляв за програмами ленд-лізу озброєння, військову техніку і важливі матеріали та майно до Радянського Союзу й під потужною охороною йшов до Архангельська, піддався інтенсивній атаці 35 пікіруючих бомбардувальників Ju 88A-4 KG 30 та 42 торпедоносців KG 26 (I./KG 26 з 28 He 111H-6 та III./KG 26 з 14 Ju 88A-4). Тактикою дії німецьких літаків був одночасний та взаємоузгоджений напад торпедоносців та частки бомбардувальників на головні сили ескорту, які відволікали бойові кораблі від транспортних суден, і у цей час авіагрупа III./KG 26 потужною торпедною атакою, відомою як «золота гребінка», нищила беззахисні транспортники. Ціною значних втрат у літаках та екіпажах німцям вдалося затопити 10 союзних суден.

## Командування

### Командири
- оберст-лейтенант Вальтер Лебель (нім. Walter Loebel) (15 листопада 1939 — 16 серпня 1940);
- оберст Герберт Рікгофф (нім. Herbert Rieckhoff) (17 серпня — 20 жовтня 1940);
- оберст-лейтенант Еріх Бледорн (нім. Erich Bloedorn) (жовтень 1940 — травень 1943);
- оберст Вільгельм Керн (нім. Wilhelm Kern) (18 травня — 10 вересня 1943);
- оберст-лейтенант барон Зігмунд-Ульріх фон Графенройт (нім. Sigmund-Ulrich Freiherr von Gravenreuth) (вересень 1943 — 16 жовтня 1944);
- оберст Бернгард Йопе (нім. Bernhard Jope) (жовтень 1944 — лютий 1945);
- оберст Ганс Гайзе (нім. Hanns Heise) (лютий — 9 травня 1945).